# 宋圣宫站
宋圣宫站是位于新疆维吾尔自治区沙湾县宋圣宫村的一个铁路车站，邮政编码832100。车站成立于2005年9月28日，有北疆铁路经过该站，共有客货到发线3条，主要办理北疆地区客车接发及货物列车通过业务。车站及其上下行区间均为电气化区段。车站距离乌鲁木齐站170公里，隶属乌鲁木齐铁路局，是五等站，由于乌精二线修双线，于2009年11月5日正式关闭。